# گمینا سترشوو
گمینا سترشوو (به لهستانی:  Gmina Stryszów) یک گمینا در لهستان است که در شهرستان وادوویتسه واقع شده‌است. گمینا سترشوو ۴۶٫۰۵ کیلومتر مربع مساحت و ۶٬۶۹۰ نفر جمعیت دارد.